# سعود الخنجري
سعود الخنجري ممثل عماني قادته الصدفة إلى التمثيل، فطرق أبواباً عدة في مجال الفن، عرفه الجمهور من خلال مسلسل درايش.
بدء مع فرقة الصحوة للفنون المسرحية حيث وجد الخنجري المكان المناسب لتفجير طاقته وموهبته حيث شارك معهم في مسرحيات كثيره اهمها «الضريبة»، ومسرحية «رجل بلا مناعة» والتي كانت من تأليف واخراج الدكتور/عبد الكريم جواد.
كما شارك الخنجري بمهرجان القاهرة الدولي للمسرح التجريبي 1999. شارك الفنان سعود الخنجري أيضا في مسرحية«الشروط» في مهرجان مسارح الشباب في الدوحة وحصل علي جائزة أفضل ممثل متميز تلفزيــونيا شارك الخنجري في فلم «الكنــز» وفلم «البوم»، ومسلسل «الاتجاهات الاربعه» لانيس الحبيب وشارك في مسلسل حارة الأصحاب في رمضان عام 2018.